# Sclerodermus spilonotum
Sclerodermus spilonotum (лат.) — вид мелких ос рода Sclerodermus из семейства Bethylidae.

## Распространение
Южная Америка: Бразилия (São Paulo).

## Описание
Мелкие осы длиной около 3 мм. От близких видов отличаются следующими признаками: медиальная клипеальная лопасть короткая, почти угловатая. I-X-й членики жгутика шире своей длины. Глазки отсутствуют. Лоб почти полированный, точки-пунктуры очень редкие и незаметные. Темя слегка выгнуто наружу. Бока головы слегка загнуты наружу, голова шире позади глаза. Длина метапектально-проподеального диска равна его ширине, без метапостнотального срединного и заднего килей. Тегула явно присутствует, но мелкая, как чешуйка. Микроптерные самки, длина переднего крыла 0,14 мм, длина заднего крыла 0,14 мм. Брюшко толстое, его длина составляет 0,61 длины тела, вершинный край IV—VI стернитов двувыемчатый, последний неглубокий.
Самки имеют жало, оцеллии отсутствуют. У самцов есть крылья. Основная окраска тела коричневая, внешне похожи на муравьёв. Глаза расположены в передней части головы у переднего края. Усики 11-члениковые. Максиллярные щупики 5-члениковые, лабиальные из 3 члеников, мандибулы с 2 апикальными зубцами.

## Систематика
Вид был впервые описан в 1968 году американским энтомологом Говардом Эвансом (1919—2002). Относится к роду Sclerodermus и трибе Sclerodermini, которую ранее включали в подсемейство Epyrinae (в широком таксономическом объёме), а с 2013 года (Alencar & Azevedo, 2013) выделяют в самостоятельное подсемейство Scleroderminae.